# Giờ ở Yemen

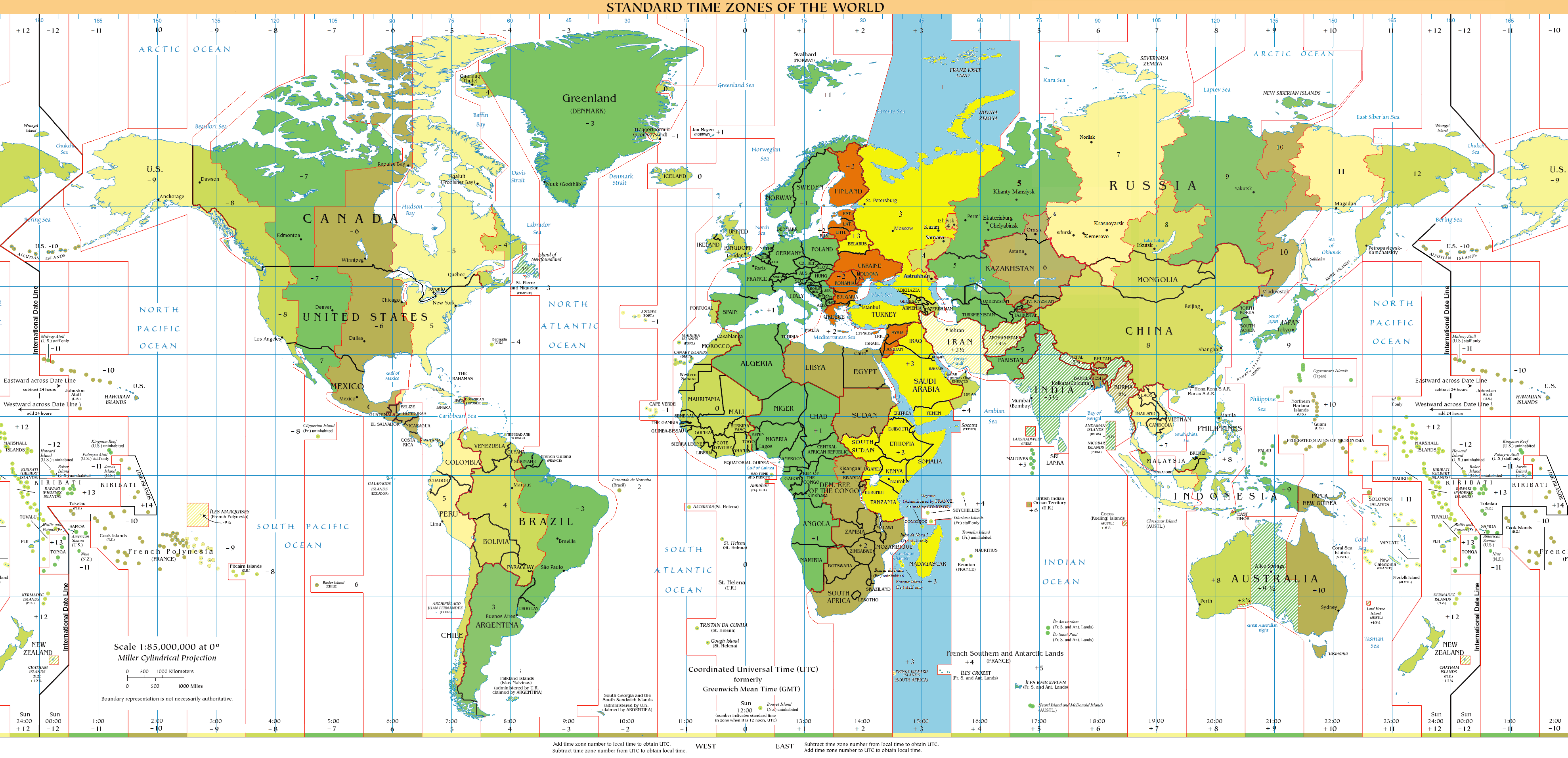
múi giờ UTC + 03:00 (màu xanh da trời)

Giờ ở Yemen được tính theo Giờ chuẩn Ả Rập (AST) (UTC +03:00). Yemen không áp dụng quy ước giờ mùa hè. Lúc 12 giờ đêm ở Việt Nam thì ở Yemen là 8 giờ sáng.